# Улица Братьев Фонченко
У́лица Бра́тьев Фо́нченко (до 29 октября 1971 года — посёлок Москва́ — 2-я либо посёлок Москва́-2) — улица в Западном административном округе города Москвы на территории района Дорогомилово.

## История
Улица получила современное название в память о братьях В. Н. Фонченко (1887—1966) и З. Н. Фонченко (1889—1956) — рабочих-железнодорожниках, участниках революционного движения в Москве. Василий Фонченко был председателем Дорогомиловского военно-революционного комитета. До 29 октября 1971 года называлась посёлок Москва́ — 2-я либо посёлок Москва́-2.

## Расположение
Улица Братьев Фонченко проходит от парка Победы на юго-восток, поворачивает на юго-запад и проходит параллельно путям и станции Москва-Сортировочная-Киевская Киевского направления Московской железной дороги, поворачивает на северо-запад и проходит до парка Победы. Нумерация домов начинается с северо-востока.

## Примечательные здания и сооружения
По чётной стороне:
- д. 2, стр. 1 — пожарная часть № 28;
- д. 10 — дирекция Центрального музея Великой Отечественной войны.

## Транспорт

### Наземный транспорт
По улице Братьев Фонченко маршруты наземного общественного транспорта не проходят. Севернее улицы, на Кутузовском проспекте, расположена остановка «Поклонная гора» автобусов 91, 157, 205, 339, 454, 474, 840, н2.

### Метро
- Станция метро «Парк Победы» Арбатско-Покровской и Калининско-Солнцевской линии — северо-восточнее улицы, на площади Победы на пересечении Кутузовского проспекта и улицы Генерала Ермолова.
- Станция метро «Минская» Калининско-Солнцевской линии — западнее улицы, на пересечении Минской улицы и проспекта Генерала Дорохова.

### Железнодорожный транспорт
- Платформа Поклонная Киевского направления Московской железной дороги — восточнее улицы, неподалёку от Поклонной улицы.